# Multipelväxel
Multipelväxel eller multipelbord var en manuell telefonväxel som utvecklades på 1880-talet i USA. Genom multipelväxlar kunde antal kopplade samtal höjas markant och tidsåtgången för kopplingen sänkas.
Manuella växlar hade begränsad kapacitet. För tidiga växelbord från 1880-talet låg den på upp till 50 abonnenter. I telefonstationer kunde flera växelbord kopplas ihop och betjänas av 16 telefonister för ungefär 800 abonnenter, därmed var den praktiska gränsen nådd. Vidareutvecklingen blev det så kallade multipelbordet, eller multipelväxeln. Multipeln (efter multiplikation) hade patenterats i USA och innebar i korthet att varje abonnents jack återfanns i flera växelbord, så att varje telefonist kunde nå alla abonnenter och därmed samtalen (inom den egna stationen) alltid kunde kopplas upp av endast en och samma telefonist. LM Ericssons första multipelbord installerades 1884 för Stockholms Allmänna Telefon AB (SAT) på Svartmangatan 6 i Stockholm.